# 莱萨 (纳瓦拉)
莱萨（西班牙語：Leiza）是西班牙纳瓦拉的一个市镇。总面积58平方公里，总人口2912人（2001年），人口密度50人/平方公里。